# Wilfried Gröbner
Wilfried Gröbner (ur. 18 grudnia 1949 w Eilenburgu) – niemiecki piłkarz grający na pozycji obrońcy. W swojej karierze rozegrał 8 meczów w reprezentacji Niemieckiej Republiki Demokratycznej.

## Kariera klubowa
Swoją karierę piłkarską Gröbner rozpoczął w klubie Chemie Eilenburg. W 1967 roku został zawodnikiem Lokomotive Lipsk i w sezonie 1968/1969 zadebiutował w jego barwach w DDR-Oberlidze. Podstawowym zawodnikiem tego klubu stał się w sezonie 1970/1971. Wraz z zespołem z Lipska zdobył Puchar Niemieckiej Republiki Demokratycznej w sezonie 1975/1976. W Lokomotive grał do końca swojej kariery czyli do końca sezonu 1979/1980. W zespole tym rozegrał 230 ligowych meczów i strzelił 18 bramek.
| Sezon   | Klub             | Kraj | Rozgrywki    | Mecze | Bramki |
| ------- | ---------------- | ---- | ------------ | ----- | ------ |
| 1967/68 | Lokomotive Lipsk | NRD  | DDR-Oberliga | 0     | 0      |
| 1968/69 | Lokomotive Lipsk | NRD  | DDR-Oberliga | 12    | 0      |
| 1969/70 | Lokomotive Lipsk | NRD  | DDR-Oberliga | 0     | 0      |
| 1970/71 | Lokomotive Lipsk | NRD  | DDR-Oberliga | 22    | 5      |
| 1971/72 | Lokomotive Lipsk | NRD  | DDR-Oberliga | 24    | 2      |
| 1972/73 | Lokomotive Lipsk | NRD  | DDR-Oberliga | 25    | 0      |
| 1973/74 | Lokomotive Lipsk | NRD  | DDR-Oberliga | 22    | 4      |
| 1974/75 | Lokomotive Lipsk | NRD  | DDR-Oberliga | 24    | 2      |
| 1975/76 | Lokomotive Lipsk | NRD  | DDR-Oberliga | 25    | 1      |
| 1976/77 | Lokomotive Lipsk | NRD  | DDR-Oberliga | 20    | 1      |
| 1977/78 | Lokomotive Lipsk | NRD  | DDR-Oberliga | 24    | 3      |
| 1978/79 | Lokomotive Lipsk | NRD  | DDR-Oberliga | 23    | 0      |
| 1979/80 | Lokomotive Lipsk | NRD  | DDR-Oberliga | 8     | 0      |

## Kariera reprezentacyjna
W reprezentacji Niemieckiej Republiki Demokratycznej Gröbner zadebiutował 21 kwietnia 1976 roku w wygranym 5:0 towarzyskim meczu z Algierią, rozegranym w Chociebużu. W 1976 roku zdobył złoty medal na Igrzyskach Olimpijskich w Montrealu. W kadrze narodowej od 1976 do 1979 roku rozegrał 8 meczów.